# Liste der Naturschutzgebiete in Tirol
In Tirol gibt es 24 Naturschutzgebiete (NSG) mit einer gesamten Fläche von rund 755 km² (Stand Ende 2015). Die Naturschutzgebiete machen in der Anzahl etwa ein Viertel der Flächenschutze (81 Gebiete), und der Schutzflächen des Bundeslands Tirol aus. Drei der Gebiete sind grenzübergreifend zu Bayern (NSGA).

## Das Naturschutzgebiet im Tiroler Naturschutzrecht
Der § 21 Tiroler Naturschutzgesetz 2005 (TNSchG 2005) regelt die Schutzkategorie sehr detailliert und geht einzeln auf Verbote und Ausnahmen der Nutzung ein. Die konkreten Regelungen werden für jedes einzelne Schutzgebiet per Verordnung festgelegt.

„Die Landesregierung kann außerhalb geschlossener Ortschaften gelegene Gebiete, die durch eine besondere Vielfalt der Tier- oder Pflanzenwelt ausgezeichnet sind oder in denen seltene oder von der Ausrottung bedrohte Pflanzen- oder Tierarten oder seltene Lebensgemeinschaften von Tieren oder Pflanzen vorkommen, durch Verordnung zu Naturschutzgebieten erklären, wenn die Erhaltung dieser Gebiete im öffentlichen, wie etwa im wissenschaftlichen, Interesse gelegen ist.“

Sie dienen allgemein dem „Schutz der Pflanzen- und Tierwelt und der unbelebten Natur“ (4. Abschnitt d. Ges., zum § 21). Dabei ist für das Naturschutzgebiet ein ausdrücklicher Schutzzweck anzugeben (§ 21 Z.2)
Maßnahmen der „üblichen“ land- und forstwirtschaftlichen Nutzung sowie die Jagd und Fischerei sind ausgenommen, wenn der Schutzzweck nicht beeinträchtigt wird (§ 21 Z.3). Naturschutzgebiete können also sowohl reine Naturlandschaft, wie auch Kulturlandschaft (wie Almenregion, Mähwiesen usw.) umfassen, der Naturschutzgedanke steht aber Vordergrund.

## Liste der Naturschutzgebiete
| Foto |                 | Name                                 | ID     | Bezirk                    | Standort | Beschreibung | Fläche    | Datum      |
| ---- | --------------- | ------------------------------------ | ------ | ------------------------- | --- | --- | --------- | ---------- |
| 0 BW | Datei hochladen | Afrigal                              | Quelle | Imst                      | Nassereith KG: Nassereith GrStNr: 2728, 2730, 2733/1 Standort | Das Schutzgebiet dient insbesondere der Erhaltung der Bergkiefern- oder Spirkenwälder auf Gips- oder Kalksubstrat, der Buschvegetation mit Latsche und behaarter Almrose sowie der bodensauren Fichtenwälder. Das Gebiet ist auch als Natura-2000-Gebiet ausgewiesen. | 716,01 ha | 07.12.2010 |
| 1    | Datei hochladen | Antelsberg bei Tarrenz               | Quelle | Imst                      | Tarrenz KG: Tarrenz GrStNr: 3364/15, 3364/471, 3364/1, 3364/2, 3364/3, 3364/7, 3364/8, 3364/9, 3364/10, 3364/11, 3364/12, 3364/13, 3364/118 Standort                                                                                                 | Das Schutzgebiet umfasst einen 200 m breiten Geländestreifen am Südhang des Antelsberges. Das Waldstück wurde auf Grund des Vorkommens einer Skorpionart (Euscorpius germanus) unter Naturschutz gestellt. | 31,68 ha  | 1971       |
| 1    | Datei hochladen | Arnspitze                            | Quelle | Innsbruck-Land            | Leutasch, Scharnitz Standort | Das Schutzgebiet umfasst die schroffen Gipfel der Arnplattenspitze, Mittleren Arnspitze und Großen Arnspitze (2196 m). Es bestehen Spuren der eiszeitlichen Vergletscherung und eine weitgehend unberührte Urlandschaft der montanen, subalpinen und alpinen Region. | 12 km²    | 1942       |
| 1    | Datei hochladen | Ehrwalder Becken                     | Quelle | Reutte                    | Biberwier, Ehrwald, Lermoos Standort | Zum Naturschutzgebiet gehört neben dem zentralen Teil der Moorlandschaft auch ein rund 800 m langer Altarm der Loisach. Im zentralen Bereich des Feuchtgebietes befindet sich ein Übergangsmoor, das von einem Kleinseggen-Niedermoor und Pfeifengraswiesen umgeben ist. Das Schutzgebiet ist ein wichtiger Lebensraum für Insekten, darunter 126 Schmetterlingsarten, sowie für gefährdete Vogelarten, die am Losiach-Altarm gute Brutbedingungen vorfinden. | 29,45 ha  | 1991       |
| 1    | Datei hochladen | Engelswand                           | Quelle | Imst                      | Umhausen Standort | → Hauptartikel : Umhausen#Engelswand f1 | 39,84 ha  | 09.12.2008 |
| 0 BW | Datei hochladen | Fließer Sonnenhänge                  | Quelle | Landeck                   | Fließ Standort | | 118,77 ha | 18.09.2001 |
| 1    | Datei hochladen | Fragenstein                          | Quelle | Innsbruck-Land            | Zirl Standort | Die der Sonne und dem Föhn ausgesetzte Lage am Fuß eines Felshanges um die Burgruine Fragenstein bedingt eine inneralpine, kontinentale Trockenvegetation mit wärmeliebenden Gebüschen und Trockenrasen. Diese „Föhnflora“ weist einige südliche Wärmezeiger auf, die sich anderswo in Nordtirol kaum finden, darunter die Baumarten Hopfenbuche und Mannaesche, die Sträucher Blasenstrauch und Perückenstrauch sowie die seltene Orchideenart Violetter Dingel. | 7,75 ha   | 20.12.1988 |
| 1    | Datei hochladen | Gaisau                               | Quelle | Innsbruck-Land            | Inzing, Hatting, Pettnau Standort | Die Gaisau ist einer der letzten Auwälder im Inntal, mit Fischteichen, Verlandungszonen, einer Feuchtwiese, Gießen und mageren Wiesenböschungen. Sie ist ein wichtiger Lebensraum für verschiedene Vogelarten. | 27,06 ha  | 16.09.2009 |
| 1    | Datei hochladen | Innsbrucker Küchenschelle            | Quelle | Innsbruck                 | Innsbruck KG: Arzl GrStNr: 1679, 1680 Standort | Das Schutzgebiet liegt auf einer Hangterrasse östlich von Arzl. Es handelt sich um eine Kulturlandschaft mit Magerwiesen und dem einzigen Vorkommen der Innsbrucker Küchenschelle. | 0,34 ha   | 1982       |
| 1    | Datei hochladen | Kaisergebirge                        | Quelle | Kitzbühel, Kufstein       | Kufstein, St. Johann in Tirol, Ebbs, Ellmau, Going am Wilden Kaiser, Kirchdorf in Tirol, Scheffau am Wilden Kaiser, Walchsee Standort | → Hauptartikel : Kaisergebirge f1 | 93 km²    | 1963       |
| 1    | Datei hochladen | Karwendel                            | Quelle | Innsbruck, Innsbruck-Land | Absam, Achenkirch, Eben am Achensee, Gnadenwald, Innsbruck, Jenbach, Rum, Scharnitz, Stans, Terfens, Thaur, Vomp, Zirl Standort | → Hauptartikel : Karwendel f1 | 538 km²   | 1928       |
| 0 BW | Datei hochladen | Kauns–Kaunerberg–Faggen              | Quelle | Landeck                   | Kauns, Kaunerberg, Faggen Standort | Das Naturschutzgebiet ist Teil des Naturparks Kaunergrat und dient u. a. der Erhaltung seltener Trockenvegetationskomplexe, der Schmetterlings- und Wildbienenfauna. | 36,65 ha  | 2006       |
| 1    | Datei hochladen | Kufsteiner und Langkampfener Innauen | Quelle | Kufstein                  | Kufstein, Langkampfen Standort | Das Naturschutzgebiet besteht aus auwaldähnlichen Gehölzstreifen entlang des Innufers, den Resten eines einstmals ausgedehnten Auenkomplexes. Vorherrschend in der Baumschicht sind Silber-Weide, Bruch-Weide, Grau-Erle und Schwarzpappel. Im Uferbereich finden sich verschiedene Pionier-Pflanzengesellschaften wie Schilfröhrichte, Uferreitgrasfluren, Rohrglanzgrasröhrichte und Kriechstrauß-Gesellschaften. Das Ufergebüsch sowie die Sand- und Kiesbänke stellen ein günstiges Brut- bzw. Rastgebiet für heimische und durchziehende Vögel dar. | 17,76 ha  | 1972       |
| 1    | Datei hochladen | Loar                                 | Quelle | Kufstein                  | Kramsach Standort | Die Loar ist eine artenreiche Moorlandschaft und als solche eines der letzten naturnahen Feuchtgebiete im Inntal. Sie beherbergt zahlreiche Pflanzenarten, von denen etwa 20 Prozent geschützt oder gefährdet sind, 85 Vogelarten, von denen 14 gefährdet sind, 35 Libellenarten, 16 Heuschreckenarten, 233 Schmetterlingsarten, sowie – neben anderen Fischarten – das Moderlieschen, welches in Nordtirol nur hier gefunden wurde. Am westlichen und nördlichen Rand des Schutzgebietes führt ein Forstweg entlang – im Naturschutzgebiet selbst gibt es keine Wege. | 5,69 ha   | 1984       |
| 1    | Datei hochladen | Martinswand                          | Quelle | Innsbruck-Land            | Zirl Standort | Die der Sonne und dem Föhn ausgesetzte Lage am Fuß der Martinswand bedingt eine inneralpine, kontinentale Trockenvegetation mit wärmeliebenden Gebüschen und Trockenrasen. Diese „Föhnflora“ weist einige südliche Wärmezeiger auf, die sich anderswo in Nordtirol kaum finden, darunter die Baumarten Hopfenbuche und Mannaesche, die Sträucher Blasenstrauch und Perückenstrauch sowie die seltene Orchideenart Violetter Dingel. | 54,47 ha  | 1989       |
| 1    | Datei hochladen | Moor am Schwarzsee                   | Quelle | Kitzbühel                 | Kitzbühel Standort | Das Verlandungsmoor erstreckt sich U-förmig von Südwesten bis Norden um den Schwarzsee bei Kitzbühel. Es ist durchsetzt von Baumgruppen und kleinen Wäldchen und geht in Hangwiesen über. Als Lebensraum ist es von nationaler Bedeutung, es beherbergt eine ungewöhnlich große Zahl an seltenen Pflanzenarten, wie etwa das Traunsteiner Knabenkraut, das hier erstmals wissenschaftlich beschrieben wurde. | 21,4 ha   | 2000       |
| 1    | Datei hochladen | Reither Moor                         | Quelle | Innsbruck-Land            | Reith bei Seefeld KG: Reith GrStNr: 473/11, 473/12, 473/13 Standort | Das Reither Moor schließt südlich an den Wildsee an. Es handelt sich um ein aus der Verlandung des Sees hervorgegangenes Latschenhochmoor. Die Latschen und Kriechweiden sind teilweise von Torfmoosen überwachsen. | 2,88 ha   | 1975       |
| 0 BW | Datei hochladen | Rosengarten                          | Quelle | Innsbruck, Innsbruck-Land | Innsbruck, Patsch Standort | Das auf einer glazialen Schotterterrasse liegende Naturschutzgebiet stellt eine für Tirol typische traditionelle Kulturlandschaft dar, die bis heute land- und forstwirtschaftlich genutzt wird. | 61,06 ha  | 1989       |
| 1    | Datei hochladen | Schwemm                              | Quelle | Kufstein                  | Walchsee Standort | Die Schwemm ist das größte noch unbeeinflusste Moorgebiet Nordtirols, das durch die Verlandung eines Sees, der einst mit dem Walchsee verbunden war, entstanden ist. Das Moor bietet einen Lebensraum für zahlreiche Vogelarten, Fledermäuse, Schmetterlinge sowie zahlreiche Libellenarten. | 65,7 ha   | 2009       |
| 1    | Datei hochladen | Söller Wiesen                        | Quelle | Kufstein                  | Kundl Standort | Die Söller Wiesen sind eine Riedwiesenlandschaft und der Rest eines ausgedehnten Feuchtgebietes im Talboden des Inntals. Sie bestehen aus einschürigen Riedgraswiesen, mehrschürigen Fettwiesen, Hochstaudenbeständen, Schilfbeständen, mit Großseggen besetzten Gräben sowie Gehölzen aus Eichen, Traubenkirschen, Weiden und Fichten. Das durch Bodenrücken und Mulden stark vertikal gegliederte Gebiet ist ein wichtiger Lebensraum insbesondere für Schmetterlinge, Heuschrecken und Libellen. Nachgewiesen wurden 202 Schmetterlingsarten, 16 Heuschreckenarten (z. B. Sumpfschrecke, Sumpfgrashüpfer, Lauchschrecke) und 18 Libellenarten, darunter die in Tirol stark gefährdete Sumpf-Heidelibelle. | 44 ha     | 05.04.2005 |
| 1    | Datei hochladen | Tiroler Lech                         | Quelle | Reutte                    | Bach, Ehenbichl, Elbigenalp, Elmen, Forchach, Gramais, Häselgehr, Hinterhornbach, Höfen, Holzgau, Kaisers, Lechaschau, Musau, Namlos, Pfafflar, Pflach, Pinswang, Reutte, Stanzach, Steeg, Vils, Vorderhornbach, Wängle, Weißenbach am Lech Standort | → Hauptartikel : Naturpark Tiroler Lech f1 | 41 km²    | 05.10.2004 |
| 1    | Datei hochladen | Tschirgant-Bergsturz                 | Quelle | Imst                      | Haiming, Roppen, Sautens Standort | Das Tschirgant-Massiv (hauptsächlich aus Wettersteinkalk) befindet sich am Südrand der Nördlichen Kalkalpen und wird vom metamorphen Ötztal durch das NO-SW streichende Inntal getrennt. Der Tschirgant-Bergsturz an der südlichen Weißwand ereignete sich vor circa 3000 Jahren und gehört zu den größten der Zentralalpen. Die Überreste dieses Ereignisses bilden heute den unter Naturschutz stehenden Bergsturzwald Forchet. | 342,53 ha | 2009       |
| 1    | Datei hochladen | Valsertal                            | Quelle | Innsbruck-Land            | Vals Standort | Das Naturschutzgebiet, das auch als Natura-2000-Gebiet ausgewiesen ist, ist relativ wenig erschlossen und umfasst alle Vegetationsbereiche von der montanen bis zur nivalen Höhenstufe. Das Schutzgebiet dient als Lebensraum und Brutgebiet für zahlreiche Vogelarten und weist einen außergewöhnlichen Blumenreichtum auf. | 35 km²    | 1942       |
| 1    | Datei hochladen | Vilsalpsee                           | Quelle | Reutte                    | Tannheim, Weißenbach am Lech Standort | Zum Naturschutzgebiet gehören neben dem auf 1165 m Höhe gelegenen Vilsalpsee auch der Alplsee (1600 m), der Traualpsee (1630 m) und die Lache (1770 m) sowie die weitgehend unberührte, aus schroffen Kalkfelsen, Gipfeln und Graten bestehende Berglandschaft. | 18 km²    | 1957       |

## Ehemalige Naturschutzgebiete
| Foto |                 | Name      | ID | Bezirk    | Standort           | Beschreibung | Fläche | Datum      |
| ---- | --------------- | --------- | -- | --------- | ------------------ | --- | ------ | ---------- |
| 0 BW | Datei hochladen | Ahrenwald | -  | Innsbruck | Innsbruck Standort | Das Schutzgebiet Ahrenwald (Ahrnwald) liegt im äußersten Wipptal an der Brennerautobahn und an der Brenner-Eisenbahn auf einem Rücken mit einer Höhe von durchschnittlich 860 m. Es wurde von der Tiroler Vogelwarte betreut. Beobachtet wurden hier der Alpenmauerläufer (Ticbodroma muraria), ehemals als Brutvogel, in letzter Zeit nur noch als Wintergast, die Felsenschwalbe (Ptyonoprogne rupestris) an südexponierten Felswänden und der Sperlingskauz (Glaucidium passerinum) als Wintergast. Der letzte Auwaldrest wurde durch den Bau einer Kläranlage für Innsbruck und durch die Autobahn nahezu zerstört. Das Schutzgebiet wurde 1997 aufgehoben. | 109 ha | 26.02.1965 |

Quelle: Land Tirol, tiris www.tirol.gv.at/tiris
(1) Da die Naturschutzgebiete im Gegensatz zu Landschaftsschutzgebieten kleiner sind, sind in den jeweiligen Gemeinden, meist nur Anzahl von Parzellen betroffen, seltener eine ganze Katastralgemeinde.
(2) Laufnummer nicht amtlich
(Fl.) Fläche nach Verlautbarung, Flächenangaben je nach Maßstab der Aufnahme abweichend
(G) als Gesetze geltenden Verordnungen nach Naturschutzgesetz LGBl. Nr. 31/1951 und davor (§ 45 Abs. 1 T-NSG 1991)
VABl. … Verordnungs- und Amtsblatt für den Reichsgau Tirol und Vorarlberg